# マーキー・インコーポレイティド
マーキー・インコーポレイティド株式会社 (MARQUEE Inc.)は、日本のレコード会社、音楽書籍出版社。

## 概要
傘下にレーベルとして、アヴァロン・レーベルとベル・アンティークを持つ。特にアヴァロン・レーベルは、HR/HMの海外アーティスト作品の日本国内盤製造販売を行っており、現在までに1000タイトルを超える作品をリリースしている。アヴァロン・レーベルについては、本社とは別にオフィスを構えている。
このほかに音楽雑誌の出版も行っており、隔月で『MARQUEE』、季刊雑誌として『ユーロ・ロック・プレス』を発行している。
また、HM/HRやプログレッシヴ・ロックの海外アーティストの招聘及び興行も行う。

## 沿革
- 1980年1月、設立[1]
- 1997年2月、株式会社に改組[1]
- 同年、アヴァロン・レーベル設立[2]

## レーベル事業

### アヴァロン・レーベル
アヴァロン・レーベル (Avalon Label)は、主にヘヴィメタル/ハードロックを扱うレーベル。

### ベル・アンティーク
ベル・アンティーク (Belle Antique)は、主にプログレッシヴ・ロックなどのロックを中心に扱うレーベル。近年は、プログレッシヴ・ロックのリリースがほとんどで、ジャズ・ロックなどの他ロックジャンルのリリースがわずかにある程度である。過去にはエクストリーム・メタルを含むヘヴィメタルのリリースも行っており、ディム・ボルギルやメイヘム、ダーク・ルナシーの作品をリリースしたこともある。ベル・アンティーク側で日本国内盤の製造を行うこともあるものの、輸入盤のCDに帯と解説を追加したものを国内盤としてリリースすることが多い。

#### アーティスト
- E.A.ポー
- IQ
- SBB
- アイランド
- アイン・ソフ/天地創造
- ジ・アーケストラ
- アビュ・ダンジュルー
- アッコルド・デイ・コントラリ
- アパレチドス
- アラン・エッケール・カルテット
- アレア
- アレックス・マカチェク/ゲイリー・ハズバンド
- アレッサンドロ・ベルトーニ
- イン・ザ・ウッズ
- ヴァージル・ドナティ/オン・ザ・ヴァージ
- ウェブ
- ウォブラー
- ウート・グリート
- ウニトリ
- ウラプク・ウレイ
- エージェンツ・オヴ・マーシー
- エスプー・ビッグ・バンド・ウィズ・ペッカ・ポーヨラ
- エニド
- エムティディ
- エロイテロン
- エンプティー・デイズ
- エンブリヨ
- オピウム・カルテル
- カイロウ
- カーヴド・エア
- ザ・カストディアン
- カーマカニック
- カメリアズ・ガーデン
- キャメル
- キングクロウ
- グラス・ハマー
- グル・グル
- グルッポ 2001
- クロックベルク・オランジェ
- ケストレル
- ザ・コズミック・レメディ
- コレギウム・ムジクム
- コンカラー
- コンペンディウム
- サディスト
- サードムーン
- サブマリン・サイレンス
- サムラ・マンマス・マンナ&ロン・ギーシン
- サムライ
- サラストロ・ブレイク
- ジョン・ウェットン/リチャード・パーマー・ジェイムス
- ジョン・ハケット、マルコ・ロ・ムシオ、カルロ・マテウッチ
- シンドーネ
- シンプル
- スパイロジャイラ
- スーパーシスター
- スプリング
- スーリヤ
- セトナ
- ソリューション
- ダイス
- ダーク・ルナシー
- ダダ
- タンジェント
- チベット
- ディム・ボガー
- デヴィッド・サンシャス
- トニー・レヴィン、マルコ・ミンネマン、ジョーダン・ルデス
- ドラゴンフライ
- トリオン
- ドーン
- トンポックス
- ニック・マグナス
- ニュー・トロルス・ウィズ・ルイス・バカロフ
- ニール・モーズ
- ネイサン・マール
- ネイチャー・ウィズ・デイヴ・グリーンスレイド
- ネクター
- ネクロモンキー
- ノイシュヴァンシュタイン
- ノット・ア・グッド・サイン
- パーシー・ジョーンズ/スコット・マッギル/リッチー・デ・カルロ
- バーズ・アンド・ビルディングス
- バッジー
- ハッピー・ザ・マン
- パブロ・エル・エンテラドール
- パンナ・フレッダ
- ハンブル・グランブル
- ファイヴ・ストレイ・アンサンブル
- ファクトル・ブルサコ
- フィンチ
- フェイズ
- フェルマータ
- フォーカス
- フォルツァ・エレットロ・モトリーチェ
- フックス
- ブラム・ストーカー
- ザ・フラワー・キングス
- フランシス・リカリーシュ
- フランボロー・ヘッド
- ブルー・モーション
- フレアーク
- プロジェネシ
- フロスト*
- ブローゼルマシーン
- ベイカールー
- ペリフェリア・デル・モンド
- ヘルダーリン
- ペル・メル
- ヘイケン
- ポアル
- ホムンクルス・レス
- ホワイト・ウィロー
- マリアン・ヴァルガ&コレギウム・ムジクム
- マグマ
- マジェンタ
- マシーン
- ミサントロプ
- ミダス
- ミトス
- ミルスコン
- ムゼオ・ローゼンバッハ
- メイヘム
- モンゴル
- ユニット・ウェイル
- ユニヴェル・ゼロ
- ラ・コシェンツァ・ディ・ゼノ
- ラ・レッジェンダ・ニュー・トロルス
- ラッテ・エ・ミエーレ
- リヴァーサイド
- リトル・トラジディーズ
- リチャード・ハレビーク
- リチャード・ハレビーク、アンティ・コティコスキ
- リッチー・デ・カルロ
- リープ・デイ
- ルネ・エンゲル
- ルーン
- レイ・ラッセル
- レブ・イ・ソル
- ロスト・ワールド・バンド
- ロバート・ジョン・ゴドフリー
- ザ・ワーム・ウロボロス

## 小売
- ワールド・ディスク (World Disque) - ユーロ・ロック、プログレッシブ・ロックを専門に扱う。店舗販売・通信販売を行っている。店舗は東京都新宿区下落合にある。

## 出版
発売元は星雲社。MARQUEE、ユーロ・ロック・プレスとも雑誌コードは付いていないため、流通上は書籍扱いである。

### MARQUEE
MARQUEE（マーキー）は、隔月刊の音楽雑誌。編集長は「MMMatsumoto」こと松本昌幸。
前身は1979年創刊の「MARQUEE MOON」。当時はプログレッシブ・ロックを扱う雑誌だった。1984年7月より「MARQUEE」に改題。1997年3月発行の71号まで発行。
1997年7月、新創刊（号数はリセット）。Vol.1の表紙にピチカート・ファイヴを起用、渋谷系中心に。
2012年6月10日発売のVol.91でももいろクローバーZが表紙を飾り、44ページにわたり「超アイドル主義」と題しアイドル特集を組んだ。以降、アイドル中心の誌面構成となる。
2016年10月20日、MARQUEE編集部が主催・企画するアイドルライブイベント「MARQUEE祭 Vol.01」を開催。以来定期的に開催されている。

### ユーロ・ロック・プレス
ユーロ・ロック・プレス（EURO-ROCK PRESS）は季刊のプログレッシヴ・ロック専門雑誌。編集長は川上史郎。